# 関口宏の一番新しい古代史
『関口宏の一番新しい古代史』（せきぐち ひろしの いちばんあたらしい こだいし）は、BS-TBSにて2022年4月2日から7月30日まで放送された歴史教養番組。土曜日 12:00 - 12:54 放送。2022年8月6日から2024年3月23日まで後番組にあたる『関口宏の一番新しい中世史』、2024年4月6日から2025年3月29日まで『関口宏の一番新しい江戸時代』、2025年4月12日から放送中の『関口宏の一番新しい近現代史』についても本項で扱う。 
同番組は、日本の古代史の謎を、令和時代につながる新たな視点と最新の研究成果を交えて掘り下げながら、日本の歴史の原点を探っていくというものである。

## MC
- 関口宏

### 関口宏の一番新しい古代史
- 松岡正剛（編集工学研究所所長）
- 吉村武彦（明治大学名誉教授）

### 関口宏の一番新しい中世史
- 加来耕三（歴史家・作家）
- 大宅映子（評論家・大宅壮一文庫理事長）

### 関口宏の一番新しい江戸時代
- 涌井雅之（造園家・東京都市大学特別教授）
- 田中優子（江戸文化研究家・法政大学名誉教授）

### 関口宏の一番新しい近現代史
- 小泉悠（軍事アナリスト・東京大学先端科学技術研究センター准教授）
- 岩間陽子（国際政治学者・政策研究大学院大学教授）

## 放送リスト

### 関口宏の一番新しい古代史

#### 2022年
| 回 | 放送日   | テーマ                                                 | 備考 |
| -- | -------- | ------------------------------------------------------ | ---- |
| 1  | 04月02日 | 旧石器時代〜縄文時代 人類はどうやって日本列島に来た?   |      |
| 2  | 04月09日 | 土偶に込めた想い!文化の中心は東日本だった!             |      |
| 3  | 04月16日 | 稲作から始まった弥生時代。大陸から鉄器・青銅器が伝来!  |      |
| 4  | 04月23日 | 弥生時代〜漢字伝来? 百余国・金印発見・邪馬台国はどこ   |      |
| 5  | 04月30日 | 古墳時代の始まり〜ヤマト政権成立・埴輪・人々の生活     |      |
| 6  | 05月07日 | ヤマト王権が朝鮮半島進出!?最新技術と文化               |      |
| 7  | 05月14日 | 仏教到来・蘇我氏と物部氏の対立・崇峻天皇が即位         |      |
| 8  | 05月21日 | 飛鳥時代〜初の女帝推古天皇即位・中国は「隋」の時代へ   |      |
| 9  | 05月28日 | 遣唐使派遣・「乙巳（いっし）の変」〜初の元号「大化」〜 |      |
| 10 | 06月04日 | 対外危機「白村江（はくそんこう）の戦い」船の武器       |      |
| 11 | 06月11日 | 最大の内乱「壬申（じんしん）の乱」その背景とは!?       |      |
| 12 | 06月18日 | 天武・持統・文武天皇の国家プロジェクト 国号「日本」    |      |
| 13 | 06月25日 | 平城京遷都〜奈良時代へ・古代は女帝!?シルクロード       |      |
| 14 | 07月02日 | 古事記・日本書紀特集!神話が伝えるものとは…             |      |
| 15 | 07月09日 | 聖武天皇の時代・皇子誕生も…長屋王の変・天然痘大流行    |      |
| 16 | 07月16日 | 仏教で日本を救え!聖武天皇の大仏建立・材料や調達方法    |      |
| 17 | 07月23日 | せめぎあう仏教と天皇家・道鏡とは何者?正倉院宝物の魅力  |      |
| 18 | 07月30日 | 長岡京遷都〜平安京遷都へ・日本の成り立ち古代史まとめ   |      |

### 関口宏の一番新しい中世史

#### 2022年
|              | 回 | 放送日   | テーマ                                                 | 備考 |
| ------------ | -- | -------- | ------------------------------------------------------ | ---- |
| 〜平安時代〜 | 19 | 08月06日 | 平安時代の幕開け〜平安京は風水都市!?あの二人が唐へ〜   |      |
| 〜平安時代〜 | 20 | 08月13日 | 新しい仏教を求めて朝延と最澄・空海・藤原四家の歴史     |      |
| 〜平安時代〜 | 21 | 08月20日 | 藤原氏による摂関政治のはじまり・祇園御霊会             |      |
| 〜平安時代〜 | 22 | 08月27日 | 稀代の秀才!?菅原道真と宇多天皇・平仮名の利用           |      |
| 〜平安時代〜 | 23 | 09月03日 | 初の武士の反乱〜「平将門の乱」・「藤原純友の乱」       |      |
| 〜平安時代〜 | 24 | 09月10日 | 藤原氏の栄華〜摂関政治最高潮へ・陰陽師・天然痘流行     |      |
| 〜平安時代〜 | 25 | 09月17日 | 藤原道長の全盛と平安貴族文化の繁栄・紫式部と清少納言   |      |
| 〜平安時代〜 | 26 | 09月24日 | 平安貴族の終焉〜延暦寺僧徒の強訴、前九年・後三年の役   |      |
| 〜平安時代〜 | 27 | 10月01日 | 『院政』の始まり〜中尊寺金色堂、白河・鳥羽院政とは     |      |
| 〜平安時代〜 | 28 | 10月08日 | 武士の力を見せつけた〜保元・平治の乱、平清盛が中心へ〜 |      |
| 〜平安時代〜 | 29 | 10月15日 | 特別編前半〜平安貴族と天皇家                           |      |
| 〜平安時代〜 | 30 | 10月22日 | 特別編後半〜武士の時代へ                               |      |
| 〜平安時代〜 | 31 | 10月29日 | 平家の躍進!〜入宋貿易・平清盛の人物像・鹿ケ谷の謀議    |      |
| 〜平安時代〜 | 32 | 11月05日 | 平家の栄華!以仁王の令旨内容とは!源頼朝が伊豆で挙兵     |      |
| 〜平安時代〜 | 33 | 11月19日 | 鎌倉殿の誕生!富士川の戦い・平家軍が南部焼き討ち        |      |
| 〜平安時代〜 | 34 | 11月26日 | 源平合戦〜木曾義仲死す!?利伽羅峠・水島・宇治川戦い     |      |
| 〜平安時代〜 | 35 | 12月03日 | 義経の活躍〜西国の海戦・鵯越の逆落とし・屋島の戦い     |      |
| 〜平安時代〜 | 36 | 12月10日 | 壇ノ浦の戦い〜平家滅亡へ!勝敗を分けた最新の説とは      |      |
| 〜鎌倉時代〜 | 37 | 12月17日 | 頼朝と義経の確執!鎌倉幕府の成立・逃亡する女性たち      |      |
| 〜鎌倉時代〜 | 38 | 12月24日 | 源頼朝が奥州征伐!征夷大将軍任命・暗殺未遂              |      |

#### 2023年
|                  | 回 | 放送日   | テーマ                                                 | 備考 |
| ---------------- | -- | -------- | ------------------------------------------------------ | ---- |
| 〜鎌倉時代〜     | 39 | 01月07日 | 源頼朝急死!鎌倉殿の13人の仁義なき戦い                  |      |
| 〜鎌倉時代〜     | 40 | 01月14日 | 北条家による御家人の粛清!時政・義時の父子対決          |      |
| 〜鎌倉時代〜     | 41 | 01月21日 | 3代将軍・源実朝暗殺!そして「承久の乱」へ               |      |
| 〜鎌倉時代〜     | 42 | 01月28日 | 後鳥羽天皇VS鎌倉幕府「承久の乱」後継者めぐりの陰謀     |      |
| 〜鎌倉時代〜     | 43 | 02月04日 | モンゴル軍襲来「元寇」フビライ・ハン国書 強力な武器    |      |
| 〜鎌倉時代〜     | 44 | 02月11日 | モンゴル軍再襲来「元寇」元が中国全土支配!沈没船発見    |      |
| 〜鎌倉時代〜     | 45 | 02月18日 | 後醍醐天皇!討幕への道〜正中・元弘の変 笠置山の戦い     |      |
| 〜鎌倉時代〜     | 46 | 02月25日 | 鎌倉幕府倒れる!千早城の戦い〜籠城戦・約150年に幕       |      |
| 〜室町時代〜     | 47 | 03月04日 | 後醍醐天皇!建武の新政・討伐計画・足利尊氏が反旗        |      |
| 〜室町時代〜     | 48 | 03月11日 | 足利尊氏が室町幕府を開く〜南北朝の争乱へ               |      |
| 〜室町時代〜     | 49 | 03月18日 | 尊氏の兄弟喧嘩で室町幕府が分裂〜観応の擾乱が勃発       |      |
| 〜室町時代〜     | 50 | 03月25日 | 南朝の復活と足利義満の将軍就任!明の建国と元の滅亡      |      |
| 〜室町時代〜     | 51 | 04月01日 | 足利義満による南北朝の合一!花の御所・守護大名討伐      |      |
| 〜室町時代〜     | 52 | 04月08日 | 足利義満が日本国王に!金閣の改造開始・応永の乱          |      |
| 〜室町時代〜     | 53 | 04月15日 | くじ引き将軍の誕生!朝鮮襲来・農民初の一揆・琉球王国    |      |
| 〜室町時代〜     | 54 | 04月22日 | 8代・義政と日野富子 神器奪取事件とは?江戸城を築く      |      |
| 〜室町時代〜     | 55 | 04月29日 | 応仁の乱!前編 長禄・寛正の大飢饉 雪舟が世に出る        |      |
| 〜室町時代〜     | 56 | 05月06日 | 応仁の乱!後編 相国寺の戦い 足軽の誕生と京の荒廃        |      |
| 〜室町時代〜     | 57 | 05月13日 | 8代将軍・義政と妻・富子の時代〜東山文化・一揆など      |      |
| 〜室町時代〜     | 58 | 05月20日 | 将軍追放と戦国大名の登場!大航海の始まり・明応の改変    |      |
| 〜室町時代〜     | 59 | 05月27日 | 戦国大名・将軍追放が反撃へ!御成敗式目・祇󠄀園祭が復活    |      |
| 〜室町時代〜     | 60 | 06月03日 | 戦国大名群雄割拠!武田信玄誕生・石見銀山・甲斐金山      |      |
| 〜室町時代〜     | 61 | 06月10日 | 天下人の時代へ!織田信長・豊臣秀吉・徳川家康 誕生       |      |
| 〜室町時代〜     | 62 | 06月17日 | 鉄砲伝来と関東の動乱!川越城・黒川崎の戦い              |      |
| 〜室町時代〜     | 63 | 06月24日 | 徳川家康の人質生活!キリスト教の日本伝来                |      |
| 〜室町時代〜     | 64 | 07月01日 | 織田信長の躍進・武田信玄と上杉謙信が対決・川中島の戦い |      |
| 〜室町時代〜     | 65 | 07月08日 | 信長の下克上!西国では毛利が覇者へ・厳島の戦い          |      |
| 〜室町時代〜     | 66 | 07月15日 | 信長が天下取りへ!稲生の戦い・築山殿と結婚・尾張統一    |      |
| 〜室町時代〜     | 67 | 07月22日 | 桶狭間の戦い!義元VS信長・勝敗を左右した突然の豪雨      |      |
| 〜室町時代〜     | 68 | 07月29日 | 第4次 川中島の戦い!上杉謙信VS武田信玄・清洲同盟        |      |
| 〜室町時代〜     | 69 | 08月05日 | 戦国大名「徳川家康」誕生!三河一向一揆・伊達政宗誕生    |      |
| 〜室町時代〜     | 70 | 08月12日 | 織田信長 足利将軍を奉じ上洛！本圀寺の変・殿中御掟      |      |
| 〜室町時代〜     | 71 | 08月19日 | 信長最大の危機!信長&家康vs朝倉&浅井                    |      |
| 〜室町時代〜     | 72 | 08月26日 | 織田信長に「包囲網」迫る!焼き討ちを決断した理由とは    |      |
| 〜室町時代〜     | 73 | 09月02日 | 徳川家康 最大の危機!「三方ヶ原の戦い」                 |      |
| 〜室町時代〜     | 74 | 09月09日 | 織田信長対15代将軍・足利義昭 室町幕府“滅亡”            |      |
| 〜安土桃山時代〜 | 75 | 09月16日 | 織田信長の時代が始まる!宝物の蘭奢待・日本最初の軍船    |      |
| 〜安土桃山時代〜 | 76 | 09月23日 | 長篠・設楽原の戦い!鉄砲隊VS騎馬隊・勝敗を分けた差      |      |
| 〜安土桃山時代〜 | 77 | 09月30日 | 信長の殺戮戦「越前一向一揆との闘い」千利休の茶会       |      |
| 〜安土桃山時代〜 | 78 | 10月07日 | 織田信長VS毛利輝元 第二次信長包囲網・紀州征伐          |      |
| 〜安土桃山時代〜 | 79 | 10月14日 | 織田信長 包囲網を撃破!三大城攻め・石山合戦が終結       |      |
| 〜安土桃山時代〜 | 80 | 10月21日 | 本能寺前夜〜信長の栄華と野望〜                         |      |
| 〜安土桃山時代〜 | 81 | 10月28日 | 織田信長死す『本能寺の変』三職推任・四国征伐           |      |
| 〜安土桃山時代〜 | 82 | 11月04日 | 『本能寺の変』その後 明智光秀の三日天下!伊賀越え       |      |
| 〜安土桃山時代〜 | 83 | 11月18日 | 信長「後継者」争い!安土城炎上・清須会議・検地を実施    |      |
| 〜安土桃山時代〜 | 84 | 11月25日 | 羽柴秀吉VS柴田勝家 賤ヶ岳の戦い!大坂城の築城           |      |
| 〜安土桃山時代〜 | 85 | 12月02日 | 秀吉と家康の直接対決!小牧・長久手の戦い 天下人         |      |
| 〜安土桃山時代〜 | 86 | 12月09日 | 関白・豊臣秀吉誕生!第一次上田合戦・禁中大茶会          |      |
| 〜安土桃山時代〜 | 87 | 12月16日 | 秀吉・九州征伐天下統一へ王手〜伴天連追放令・聚楽第     |      |
| 〜安土桃山時代〜 | 88 | 12月23日 | 豊臣秀吉の栄華!京の改造計画!大仏・刀狩&海賊停止令      |      |

#### 2024年
|                  | 回  | 放送日   | テーマ                                              | 備考 |
| ---------------- | --- | -------- | --------------------------------------------------- | ---- |
| 〜安土桃山時代〜 | 89  | 01月06日 | 秀吉 天下統一へ北条征伐『小田原合戦』石垣山一夜城   |      |
| 〜安土桃山時代〜 | 90  | 01月13日 | 秀吉の天下統一と家康の江戸づくり!国替え・唐入り構想 |      |
| 〜安土桃山時代〜 | 91  | 01月20日 | 文禄の役!秀吉の第一次朝鮮出兵〜黄金の茶室・虎退治   |      |
| 〜安土桃山時代〜 | 92  | 01月27日 | 豊臣秀頼の誕生!伏見城崩壊 サン・フェリペ号事件      |      |
| 〜安土桃山時代〜 | 93  | 02月03日 | 慶長の役!第二次朝鮮出兵の蛮行〜豊臣秀吉62歳で死去   |      |
| 〜安土桃山時代〜 | 94  | 02月10日 | 家康が天下取りへ!日本軍撤退・暗殺計画・リーフデ号   |      |
| 〜安土桃山時代〜 | 95  | 02月17日 | 関ヶ原の戦い前夜〜西軍が宣戦布告・岐阜城の戦い      |      |
| 〜安土桃山時代〜 | 96  | 02月24日 | 天下分け目!関ヶ原の戦い〜戦いの歴史的意義とは?      |      |
| 〜戦国の終焉〜   | 97  | 03月02日 | 徳川家康が征夷大将軍に就任 江戸幕府へ!戦後処理      |      |
| 〜戦国の終焉〜   | 98  | 03月09日 | 家康の大御所政治と大坂の陣!前夜〜方広寺鐘銘事件     |      |
| 〜戦国の終焉〜   | 99  | 03月16日 | 大坂冬の陣!大坂城に砲撃開始・和睦交渉…冬の陣終結    |      |
| 〜戦国の終焉〜   | 100 | 03月23日 | 大坂夏の陣!豊臣家滅亡・最終決戦                     |      |

### 関口宏の一番新しい江戸時代

#### 2024年
| 回  | 放送日   | テーマ                                             | 備考 |
| --- | -------- | -------------------------------------------------- | ---- |
| 101 | 04月06日 | 天下泰平へ家康の構想〜金銀硬貨・利根川東遷・国際   |      |
| 102 | 04月13日 | 徳川家康!最後の大仕事を終えて死す〜幕藩体制とは…   |      |
| 103 | 04月20日 | 2代将軍・秀忠の治世が始まる!禁教令・吉原遊郭誕生   |      |
| 104 | 04月27日 | 徳川将軍家 天皇の外威へ!桂離宮と日光東照宮         |      |
| 105 | 05月04日 | 生まれながらの将軍 3代・徳川家光!菱垣廻船          |      |
| 106 | 05月11日 | 徳川家光と春日局!時の鐘・山田長政毒殺              |      |
| 107 | 05月18日 | 家光の改革 参勤交代を義務付け!御代始の御法度       |      |
| 108 | 05月25日 | 島原・天草一揆!天草四郎の登場・オランダ船出動要請  |      |
| 109 | 06月01日 | 江戸幕府の体制確立と江戸城の完成!寛永の大飢饉      |      |
| 110 | 06月08日 | 3代家光!鎖国体制の完成と日光東照宮〜明の滅亡       |      |
| 111 | 06月15日 | 明暦の大火 家光死去〜家綱の時代 玉川上水完成       |      |
| 112 | 06月22日 | 大江戸立て直し大作戦!吉原遊郭 幕府が定火消を設置   |      |
| 113 | 06月29日 | 4代将軍・家綱と江戸の繁栄 シャクシャインの戦い     |      |
| 114 | 07月06日 | 犬公方の誕生!5代将軍・徳川綱吉〜八百屋お七事件     |      |
| 115 | 07月13日 | 元禄文化が開花・水戸黄門の実像〜日本書紀と大日本史 |      |
| 116 | 07月20日 | 赤穂事件始まる〜浅野内匠頭と四十七士・松之廊下事件 |      |
| 117 | 07月27日 | 赤穂事件!吉良邸討ち入り前夜〜赤穂浪士たちの切腹    |      |
| 118 | 08月03日 | 5代将軍綱吉死す～天変地異相次ぐ・宣教師シドッチ    |      |
| 119 | 08月10日 | 5歳の7代将軍・家継と紀州藩主・徳川吉宗 大奥事件    |      |
| 120 | 08月17日 | 大奥の争いと絵島生島事件～菊の栽培・葉隠が完成     |      |
| 121 | 08月24日 | 8代吉宗登場～享保の改革に着手・いろは47組          |      |
| 122 | 08月31日 | 吉宗と大岡裁き!目安箱・上げ米・白子屋・天一坊事件  |      |
| 123 | 09月07日 | 吉宗VS宗春!享保の大飢饉・産物帳・ロシア船来航      |      |
| 124 | 09月14日 | 吉宗死す!9代将軍・徳川家重とは?琉球王国の使節      |      |
| 125 | 09月21日 | 10代将軍・徳川家治と田沼意次!魚類図鑑・江戸っ子    |      |
| 126 | 09月28日 | 田沼時代の到来!解体新書・吉原細見・エレキテル      |      |
| 127 | 10月05日 | 田沼全盛期!浅間山噴火と天明の大飢饉・庶民文化      |      |
| 128 | 10月12日 | 田沼意次の失脚と松平定信の躍進～春画の最高傑作     |      |
| 129 | 10月19日 | 寛政の改革が挫折・松平定信の失脚!写楽がデビュー    |      |
| 130 | 10月26日 | 外国の来航に幕府迷走!全身麻酔・異国船無二念打払令  |      |
| 131 | 11月02日 | シーボルト事件 化政文化!大塩平八郎の乱・緒方洪庵   |      |
| 132 | 11月16日 | アヘン戦争と押し寄せる列強!天保の改革・反射炉とは  |      |
| 133 | 11月23日 | 黒船来航!前夜～ジョン万次郎・ペリー日本遠征計画    |      |
| 134 | 11月30日 | ペリーの黒船来航!浦賀へ・ロシアのプチャーチン      |      |
| 135 | 12月07日 | ペリー再来航で日米和親条約を超印!驚きの献上品とは  |      |
| 136 | 12月14日 | 日露和親条約と安政三大地震!鯰絵・プチャーチン      |      |
| 137 | 12月21日 | 日米修好通商条約 交渉始まる!広重の名所江戸百景     |      |
| 138 | 12月28日 | 勅許なしに日米修好通商条約を調印!戊午の密勅        |      |

#### 2025年
| 回  | 放送日   | テーマ                                            | 備考 |
| --- | -------- | ------------------------------------------------- | ---- |
| 139 | 01月11日 | 安政の大嶽!コレラ大流                             |      |
| 140 | 01月18日 | 桜田門内の変!対馬を不法占拠・東禅寺事件           |      |
| 141 | 01月25日 | 公武合体!和宮降嫁と坂下門外の変～寺田屋事件       |      |
| 142 | 02月01日 | 一橋慶喜が復権～将軍後見職に就任!天誅・生麦事件   |      |
| 143 | 02月08日 | 14代将軍・家茂が229年ぶり上洛!下関・薩英戦争      |      |
| 144 | 02月15日 | 池田屋事件と禁門の変!国是会議・禁裏御守総督       |      |
| 145 | 02月22日 | 長州征伐と龍馬、薩長提携へ動く!四国艦隊・亀山社中 |      |
| 146 | 03月01日 | 薩長同盟と最後の将軍・慶喜誕生!寺田屋事件         |      |
| 147 | 03月08日 | 孝明天皇崩御～パリ万博参加!海援隊結成・四侯会議   |      |
| 148 | 03月15日 | 大政奉還!薩土盟約・倒幕の宣旨・ええじゃないか踊り |      |
| 149 | 03月22日 | 大政奉還～王政復古クーデター!近江屋事件・兵庫港   |      |
| 150 | 03月29日 | 王政復古!江戸時代の終焉～明治 戊辰戦争・無血開城  |      |

### 関口宏の一番新しい近現代史

#### 2025年
| 回  | 放送日   | テーマ                                            | 備考 |
| --- | -------- | ------------------------------------------------- | ---- |
| 151 | 04月12日 | 明治改元!戊辰戦争・スエズ運河・廃藩置県・普仏戦争 |      |
| 152 | 04月19日 | 岩倉使節団!5か国を視察・徴兵令・地租改正・征韓論  |      |
| 153 | 04月26日 | 明治6年の激変!西郷VS大久保～台湾出兵・江華島      |      |
| 154 | 05月10日 | 西南戦争～電信と輸送力 西郷の死・露土戦争         |      |
| 155 | 05月17日 | 憲法制定・国会開設への動き!竹橋事件・パナマ運河   |      |
| 156 | 05月24日 | 鹿鳴館とアフリカ分割!先占権・清仏戦争・甲申事変   |      |
| 157 | 05月31日 | 大日本帝国憲法&日清戦争前夜!初の総選挙・露仏同盟  |      |
| 158 | 06月07日 | 日清戦争日英通商航海条約調印・戦力比較・下関条約  |      |
| 159 | 06月14日 | 中国分割!露・仏・独が三国干渉 米西戦争 ハワイ     |      |
| 160 | 06月21日 | 日露戦争前夜!八か国連合軍・日英同盟・満州占領     |      |
| 162 | 06月28日 | 日露戦争開戦!両軍の戦力比較・戦費調達・密使渡米   |      |
| 163 | 07月05日 | 日本海海戦!連合艦隊VSバルチック艦隊 ポーツマス    |      |
| 164 | 07月12日 | 大陸進出へ!満鉄設立・関東都督府・帝国国防方針     |      |
| 165 | 07月19日 | 韓国政治を強化～伊藤博文暗殺!ハーグ密使・三国協商 |      |
| 166 | 07月26日 | 韓国併合!第一次世界大戦前夜～辛亥革命・大正時代   |      |
| 167 | 08月02日 | 第一次世界大戦!2正面作戦・東部戦線・西部戦線      |      |
| 168 | 08月09日 | 第一次世界大戦～塹壕戦が始まる!初の飛行機・毒ガス |      |
| 169 | 08月16日 | 第一次世界大戦～潜水艦・戦車・アラビアのロレンス  |      |

## スタッフ
- ナレーション：堀井美香
- 構成：武田隆、若林淑子
- TD：佐々木淳至
- 撮影：本間信也
- 照明：高橋章浩
- 音声：置田大地
- 編集：斎田秀幸
- MA：田邉雅之
- 音効：大内藤夫
- タイトルCG：佐藤康弘
- スタイリスト：大江宏明、大江羊子
- スタジオ：渋谷セレクトスペース
- 編成：世良田光
- AD：長瀬栞奈
- ディレクター：岩井俊幸、加藤伸一、小川秀三朗、相田茂雄
- 演出：世良史朗
- プロデューサー：後藤史郎、別部時彦
- 制作プロデューサー：平賀渉
- 制作協力：TBSスパークル、ゴッズダイナミックワールド
- 製作著作：BS-TBS